# Dolenci (Bitola)
Dolenci (macedónul: Доленци, albánul Dolencka) település Észak-Macedóniában, a Pelagonijai körzet Bitolai járásában.

## Népesség
| Lakosok száma | 428  | 433  | 434  | 482  | 466  | 397  | 281  | 265  | 236  |
|               | 1948 | 1953 | 1961 | 1971 | 1981 | 1991 | 1994 | 2002 | 2021 |

2002-ben 265 lakosa volt, akik közül 212 albán, 51 macedón, 1 bosnyák, 1 egyéb.